# Gordon Maskew Fair
Gordon Maskew Fair (* 27. Juli 1894 in Burgersdorp, Kapprovinz; † 11. Februar 1970 in Cambridge, Massachusetts) war ein US-amerikanischer Ingenieur, der sich speziell mit Problemen der Wasserversorgung und der Abwasserbeseitigung beschäftigte.

## Leben
Fair wurde als Sohn eines gebürtigen Deutschen und einer gebürtigen Engländerin in der Kapprovinz (heutiges Südafrika) geboren. 1901 reiste er nach Deutschland, besuchte das Werner-Siemens-Realgymnasium in Berlin und begann ein Studium an der Technischen Hochschule Berlin. Nach Beginn des Ersten Weltkrieges emigrierte er in die USA und studierte am MIT und an der Harvard University. 1918 begann er seine Lehrtätigkeit an der Harvard University als Dozent, 1935 wurde er an dieser Universität Professor für Sanitary Engineering und war dort bis zu seiner Pensionierung tätig.
Seine wissenschaftlichen Beiträge betreffen vor allem Probleme der Wasserversorgung und Abwasserreinigung, für die er theoretische Grundlagen schuf und die er mit mathematischen Methoden analysierte. Er befasste sich mit verschiedenen Aspekten der öffentlichen Gesundheit (Public Health) und insbesondere dem Public Health Engineering sowie Fragen des Umweltschutzes. Fair war Autor mehrerer stark beachteter Monographien. Zudem arbeitete er als Berater von Regierungsbehörden sowie staatlichen und privaten Institutionen, so unter anderem für das US-Militär, die Rockefeller-Stiftung und das Internationale Rote Kreuz in Genf.
1927 wurde er Fellow der American Academy of Arts and Sciences und 1934 der American Association for the Advancement of Science. 1967 wurde er in die National Academy of Engineering aufgenommen. Fair war mehrfacher Ehrendoktor.

## Ehrungen
Seit 1971 wird von der American Academy of Environmental Engineers & Scientists für herausragende Leistungen auf dem Gebiet der Umweltwissenschaften und Umwelttechnik jährlich der Gordon Maskew Fair Award verliehen.

## Schriften (Auswahl)
- Karl Imhoff, Gordon Maskew Fair: Sewage Treatment. J. Wiley, New York 1940, S. 370.
- Gordon Maskew Fair, John Charles Geyer: Water Supply and Waste-water Disposal. J. Wiley, New York 1954, S. 973.
- Gordon Maskew Fair: Wasserversorgung und Abwasserbeseitigung: Grundlagen, Technik und Wirtschaft. Einführung, Statistik und Hydrologie, Teil 1. Technik, München 1957, S. 160.
- G. M. Fair, J. C. Geyer, D. A. Okun: Water and Wastewater Engineering. J. Wiley, New York 1966, ISBN 978-0-471-25130-9.